# Bredagyl (Ringamåla socken, Blekinge)
Bredagyl är en sjö i Karlshamns kommun i Blekinge och ingår i Mörrumsåns huvudavrinningsområde. Sjön är 12,9 meter djup, har en yta på 0,132 kvadratkilometer och är belägen 97,8 meter över havet.

## Delavrinningsområde
Bredagyl ingår i det delavrinningsområde (624324-143497) som SMHI kallar för Mynnar i 624212-143610. Medelhöjden är 102 meter över havet och ytan är 3,41 kvadratkilometer. Det finns ett avrinningsområde uppströms, och räknas det in blir den ackumulerade arean 5,78 kvadratkilometer. Vattendraget som avvattnar avrinningsområdet har biflödesordning 3, vilket innebär att vattnet flödar genom totalt 3 vattendrag innan det når havet efter 19 kilometer. Avrinningsområdet består mestadels av skog (85 procent). Avrinningsområdet har 0,5 kvadratkilometer vattenytor vilket ger det en sjöprocent på 3,1 procent. Bebyggelsen i området täcker en yta av 0,09 kvadratkilometer eller 1 procent av avrinningsområdet.